# だれかが風の中で
『だれかが風の中で』（だれかが かぜのなかで）は、1972年（昭和47年）にリリースされた上條恒彦のシングル。フジテレビで同年放送された『木枯し紋次郎』の主題歌である。作詞は和田夏十、作曲は小室等。同年だけで約23万枚を売り上げた。

## エピソード
『木枯し紋次郎』の制作総指揮を担った市川崑監督は、これを「時代劇にするのではなくむしろ西部劇にする」という方針のもと、その主題歌にも従前の時代劇主題歌とは一線を画すものを採用することを考えていた。そこで市川は、妻であり市川監督作品のほぼすべての脚本に関わった脚本家の和田夏十に作詞を依頼した。和田は連用中止法を駆使して感情のほとばしりを表現、孤独ながらも力強く生きる紋次郎の姿を借りて希望に満ちた人生を謳歌する、芯のある歌詞にまとめ上げた。すると市川はそれをフォークバンド・六文銭を率いるフォークシンガーの小室等（当時28歳）のもとに持ち込み作曲を依頼。市川から『木枯し紋次郎』シリーズのテーマは「走る」であること、そして映画『明日に向って撃て！』の挿入歌『雨にぬれても』やサイモンとガーファンクルのヒット曲『コンドルは飛んでいく』などが好きだということを聞かされた小室は、自身も『雨にぬれても』を作曲したバート・バカラックの大ファンだったことから、彼の曲調を参考にして作曲を行った。出来上がった原曲は、「ボブ・ディランの曲のような渋く地味なもの」ながらも小室自身には「カッコイイと思えるもの」だったというが、小室はこれを『さとうきび畑』の作詞作曲などで情景叙情の手腕に定評のあった寺島尚彦のもとに持ち込み編曲を依頼。寺島はこれを見事に映画『ソルジャー・ブルー』やサム・ペキンパー監督の一連の西部劇の主題歌を思わせるような軽快かつ雄大な曲に編曲した。
歌手には小室が上條を迷わず起用した。この前年に六文銭が上條と急場仕立てで組んだユニットが『出発の歌』で第2回世界歌謡祭のグランプリと歌唱賞を受賞していたことがその大きな理由で、何よりも仕事がしやすかったことに加え、グランプリ受賞がまだ人々の記憶に新しい当時にあって話題性も十分に期待することもできた。
こうして出来た上がった『だれかが風の中で』は、上條の力強い熱唱と相まっておよそテレビ時代劇には似つかわしくないものとなったが、逆にその新鮮さが幅広い支持を得ることにつながった。そして番組の高視聴率にも支えられるかたちで、同曲は結果的に発表年の1972年だけでシングル23万枚を売り上げるこの年屈指のヒット曲となった。
1993年、 映画『帰って来た木枯し紋次郎』でも主題歌に使われた。
1999年（平成11年）にはトヨタ自動車「グランドハイエース」のCM曲に起用された。

## 収録曲
A面
1. だれかが風の中で
作詞：和田夏十、作曲：小室等、編曲：寺島尚彦

B面
1. 橋[注釈 3]
作詞：土井大助、作曲：すぎやまこういち、編曲：前田憲男

## カバー
- 河島英五 - 1990年にシングルリリース。
- 水木一郎 - アニメ「てなもんやボイジャーズ」エンディング主題歌。